# 薩爾瓦多國家宮殿

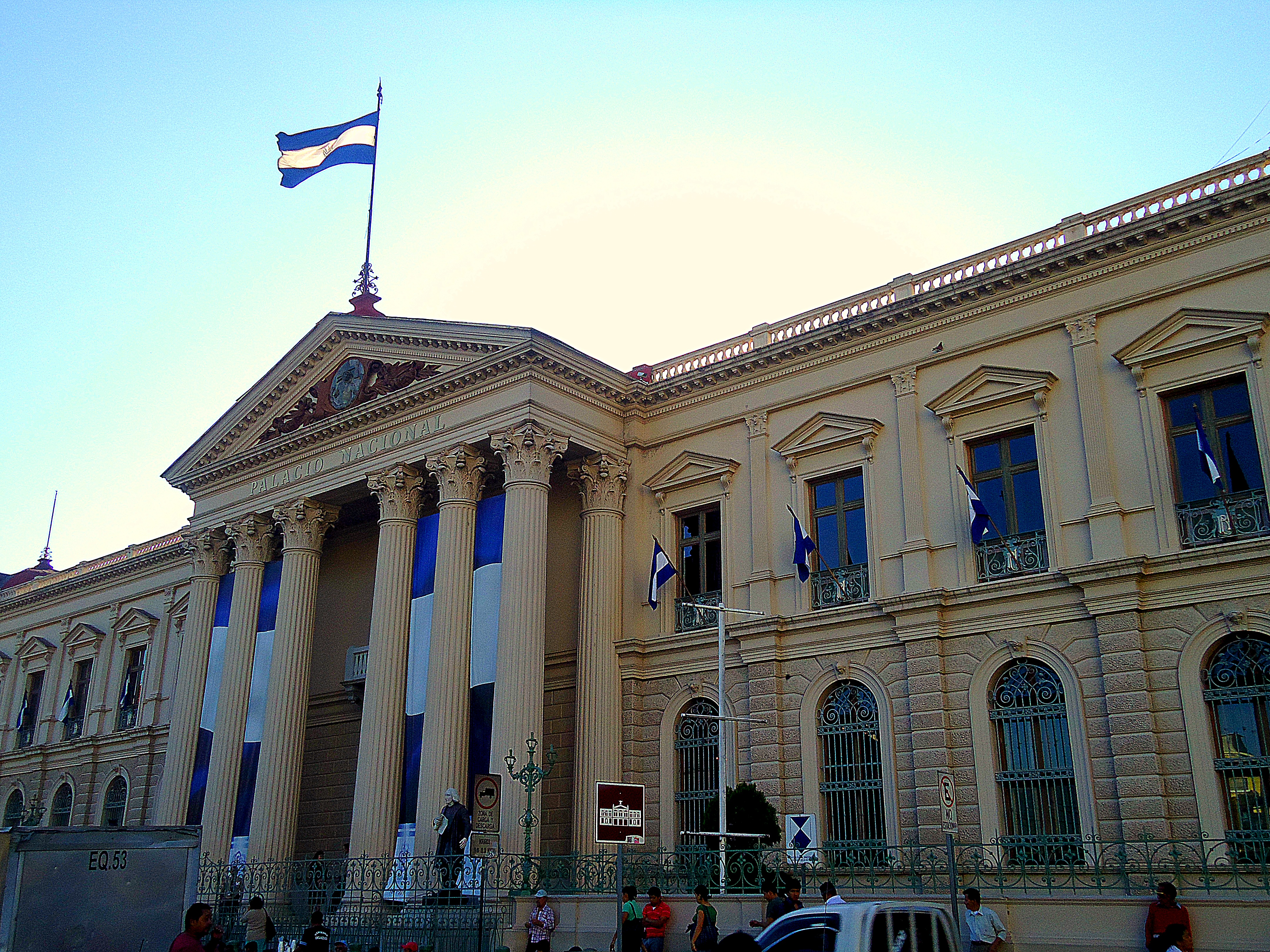
薩爾瓦多國家宮殿

薩爾瓦多國家宮殿（西班牙語：Palacio Nacional de El Salvador）位於薩爾瓦多首都聖薩爾瓦多，取代了建於1866年至1870年的舊國家宮殿，舊宮殿於1889年12月19日被大火燒毀。現有建築於1911年啟用。

## 建築
該建築包含四個主要房間和101個次要房間。四個主房間中的每一個都有獨特的色彩。紅廳（Salon Rojo）用於薩爾瓦多外交部舉行的招待會，以及大使證書的隆重儀式。自马克西米利亚诺·埃尔南德斯·马丁内斯將軍執政以來，它一直被用來舉行重大儀式。黃廳（Salon Amarillo）被用作共和國總統的辦公室，而粉紅廳（Salon Rosado）則是最高法院和後來的國防部的所在地。藍廳（Salon Azul）是薩爾瓦多立法機關從1906年起的集會場所。
- 紅廳
- 黃廳
- 藍廳